# فابيو تيتو
فابيو تيتو هو لاعب كرة قدم إيطالي في مركز الدفاع، ولد في 10 يوليو 1993 في كاستيلاماري دي ستابيا في إيطاليا.

## وصلات خارجية
- فابيو تيتو على موقع قاعدة بيانات كرة القدم.إي يو (الإنجليزية)
- فابيو تيتو على موقع Soccerway.com (الإنجليزية)
- فابيو تيتو على موقع عالم كرة القدم.نت (الإنجليزية)